# Liphistius murphyorum
Liphistius murphyorum PLATNICK & SEDGWICK, 1984 è un ragno appartenente al genere Liphistius della famiglia Liphistiidae.
Il nome del genere deriva dalla radice prefissoide greca λιπ-, lip-, abbreviazione di λιπαρός, liparòs cioè unto, grasso, e dal sostantivo greco ἰστίον, istìon, cioè telo, velo, ad indicare la struttura della tela che costruisce intorno all'apertura del cunicolo.
Il nome proprio è in onore degli aracnologi inglesi John e Frances Murphy che riuscirono ad ottenere il primo maschio noto di questa specie.

## Caratteristiche
Ragno primitivo appartenente al sottordine Mesothelae: non possiede ghiandole velenifere, ma i suoi cheliceri possono infliggere morsi piuttosto dolorosi
I maschi di questa specie pur avendo un'apofisi ventrale subtegolare come quelli di L. langkawi, se ne distinguono per averla di dimensioni più ridotte. Le femmine invece come carattere peculiare rispetto a tutte le altre del genere Liphistius, mostrano quattro piccoli lobi sul margine anteriore del poreplate (area dei genitali femminili interni coperta da una zona priva di pori).
Il bodylenght (lunghezza del corpo senza le zampe), esclusi anche i cheliceri, è di 12,2 millimetri nelle femmine. Il cefalotorace è più lungo che largo, circa 6,2 x 5,1 millimetri, giallo con striature olivastre scure intorno ai margini. I cheliceri, di colore marrone distalmente e giallo pallido prossimalmente, hanno 11 denti al margine anteriore delle zanne. Le zampe sono giallo pallido con anulazioni brunastre prossimalmente e distalmente lungo i femori, le tibie, i metatarsi e i tarsi. L'opistosoma è anch'esso più lungo che largo, circa 6,6 x 4,1 millimetri, è di colore marrone chiaro, con gli scleriti e le filiere arancioni tendenti al marrone.
Nell'ambito del genere Liphistius si distinguono due gruppi principali per la morfologia dei genitali interni femminili. Il gruppo di cui fa parte questa specie ha il ricettacolo ventrale stretto e limitato alla parte centrale del poreplate, proprietà condivisa con L. birmanicus, L. lordae, L. trang, L. bristowei, L. yangae, L. langkawi, L. desultor e L. sumatranus.

## Comportamento
Costruiscono cunicoli nel terreno profondi fino a 60 centimetri e tengono chiuso l'ingresso del cunicolo con una porta-trappola piuttosto rudimentale. Intorno all'apertura tessono 7-8 fili molto sottili e appiccicaticci in modo da accorgersi se qualche preda si sta avvicinando e, approfittando dei momenti in cui vi è invischiata, balzano fuori e la catturano. Vivono molti anni anche in cattività.

## Distribuzione
Rinvenuta in diverse cave dell'isola di Penang, situata nello Stato malese omonimo.